# 帕特里克·马霍姆斯
帕特里克·拉文·马霍姆斯二世（1995年9月17日—），美国得克萨斯州泰勒人，职业美式橄榄球四分卫，效力于國家美式橄欖球聯盟的堪萨斯城酋长队，三届超级碗冠军和超级碗最有价值球员得主。
马霍姆斯在大学阶段效力于德克萨斯理工大学，最初他同时参与了美式橄榄球和棒球，大二后他开始专攻美式橄榄球。大三时，他取得了5,052码的总传球码数和53次总达阵数，两项数据在当年NCAA第一级别碗赛分区所有球员中位列第一。
在2017年的NFL选秀中，马霍姆斯被堪萨斯城酋长以第十顺位选中。他在加入联盟的第二个赛季（2018赛季）成为首发，即获得全国橄榄球联盟最有价值球员，成为联盟史上获得该奖项第二年轻的球员，也是堪萨斯城酋长首次获得该奖项的球员。在第五十四届超级碗中，他带领球队战胜舊金山49人，他本人也获得超级碗最有价值球员荣誉。2020年，他和酋长队续约10年。在第五十七届超级碗中，他带领球队战胜费城老鹰，并再度当选超级碗最有价值球员。在第五十八届超级碗中，他带领球队战胜旧金山49人，第三次当选超级碗最有价值球员。